# Anna Lindh
Anna Lindh (Estocolmo, 19 de junio de 1957-Solna, 11 de septiembre de 2003) fue una política sueca, miembro del Partido Socialdemócrata Sueco (SAP). Ejerció como ministra de Medio Ambiente entre 1994 y 1998, y luego fue ministra de Relaciones Exteriores desde 1998 hasta su asesinato.
Licenciada en Derecho por la Universidad de Uppsala, entró en política tras afiliarse a la Organización de la Juventud Socialdemócrata de Suecia (SSU), que llegaría a presidir entre 1984 y 1990, y posteriormente ocupó cargos de responsabilidad en los gobiernos de Ingvar Carlsson y Göran Persson.
Como ministra de Exteriores destacó por su defensa de una política internacional común entre los miembros de la Unión Europea, así como por apoyar la adopción del euro como moneda oficial sueca. El 10 de septiembre de 2003, en pleno ejercicio de su cargo, fue apuñalada por un desconocido y falleció al día siguiente como consecuencia de las heridas.
La Unión por el Mediterráneo puso su nombre a la Fundación Anna Lindh para el Diálogo entre las Culturas, dedicada a promover el diálogo intercultural en la región mediterránea.

## Biografía
Anna Lindh nació el 19 de junio de 1957 en Enskede-Årsta, un suburbio al sur de Estocolmo. Cuando tenía ocho años su familia se trasladó a Enköping, donde cursó la educación obligatoria. Posteriormente estudió Derecho por la Universidad de Uppsala, obteniendo el título en 1982, y fue notaria en la Universidad de Estocolmo.
Interesada desde joven por la política, en buena parte influida por la llegada de Olof Palme como primer ministro de Suecia, se afilió a los doce años a la Organización de la Juventud Socialdemócrata (SSU) y durante su juventud participó en manifestaciones contra la guerra de Vietnam.
Aunque en un primer momento quiso dedicarse al periodismo, e incluso llegó a trabajar en el diario local Enköpings-Posten, terminó dejándolo para asumir labores dentro del Partido Socialdemócrata (SAP). A finales de los años 1970 resultó elegida concejal en el municipio de Enköping, su primera función pública.
Estuvo casada desde 1991 con Bo Holmberg (1942-2010), gobernador de Södermanland, y tuvo dos hijos. En sus últimos años de vida residió en la ciudad de Nyköping.

## Trayectoria política
En las elecciones generales de 1982 obtuvo un escaño en el Riksdag por la circunscripción de Södermanland, coincidiendo con la victoria electoral de Olof Palme. Mantuvo el escaño hasta 1985.
Desde 1984 hasta 1990, Lindh ejerció la presidencia de la Organización de la Juventud Socialdemócrata. Gracias a ese cargo pudo participar en numerosas conferencias sobre medio ambiente y asuntos exteriores. Tras cumplir su mandato fue ascendida al comité ejecutivo del Partido Socialdemócrata.
Antes de regresar a la política nacional, Lindh fue concejal de cultura en Estocolmo entre 1991 y 1994, así como directora del Teatro de la Ciudad de Estocolmo.

### Ministra de Medio Ambiente (1994-1998)
Con la victoria del Partido Socialdemócrata en las elecciones generales de 1994, Anna Lindh fue nombrada ministra para el Medio Ambiente bajo el gobierno de Ingvar Carlsson. Mantuvo el cargo en los dos primeros años del gobierno de Göran Persson.
Sus cuatro años de mandato estuvieron marcados por un endurecimiento de la legislación ambiental, en cumplimiento de la Convención Marco de las Naciones Unidas sobre el Cambio Climático que entraba en vigor en 1994. Junto con los ministros de Medio Ambiente de Dinamarca y España, Svend Auken y Josep Borrell, impulsó una modificación del reglamento europeo sobre mercancías peligrosas, acciones estratégicas contra la lluvia ácida, y una mayor colaboración entre la Unión Europea y Estados Unidos.

### Ministra de Asuntos Exteriores (1998-2003)
Poco después de que Göran Persson revalidara el cargo en las elecciones generales de 1998, Anna Lindh fue nombrada ministra de Asuntos Exteriores en sustitución de Lena Hjelm-Wallén. A lo largo de su mandato destacó por defender una acción exterior común europea, la ampliación de la Unión Europea a 25 estados, y un mayor protagonismo de la Organización de Naciones Unidas.
En el primer semestre de 2001, mientras Suecia asumió la presidencia de turno del Consejo de la Unión Europea, Lindh fue la encargada de liderar la política exterior continental. Entre otras medidas negoció una salida al conflicto de Macedonia de 2001 junto al alto representante de Política Exterior comunitaria, Javier Solana, con quien mantuvo una buena relación profesional.
Un aspecto polémico de su gestión fue la repatriación en diciembre de 2001 de Ahmed Agiza, un activista egipcio que había emigrado a Suecia y reclamaba asilo político. Tras gestiones de Exteriores, fue entregado al servicio secreto de Estados Unidos por su presunta pertenencia a una organización terrorista, pocos meses después de producirse los atentados del 11-S, y posteriormente repatriado a Egipto. Sin embargo, la deportación se produjo sin tiempo para hablar con un abogado, razón por la que la Oficina del Alto Comisionado de la ONU para los Derechos Humanos dictó en 2004 que había sido ilegal. Agiza terminó regresando a Suecia y obtuvo asilo humanitario.
En sus últimos meses de vida, Lindh estuvo muy involucrada en el referéndum sobre la entrada de Suecia en la Eurozona, previsto para el 14 de septiembre de 2003. Los sondeos pronosticaban que la opinión pública prefería mantener la Corona sueca, por lo que el Partido Socialdemócrata confió en la popularidad de la ministra para defender la adhesión al euro.

## Muerte

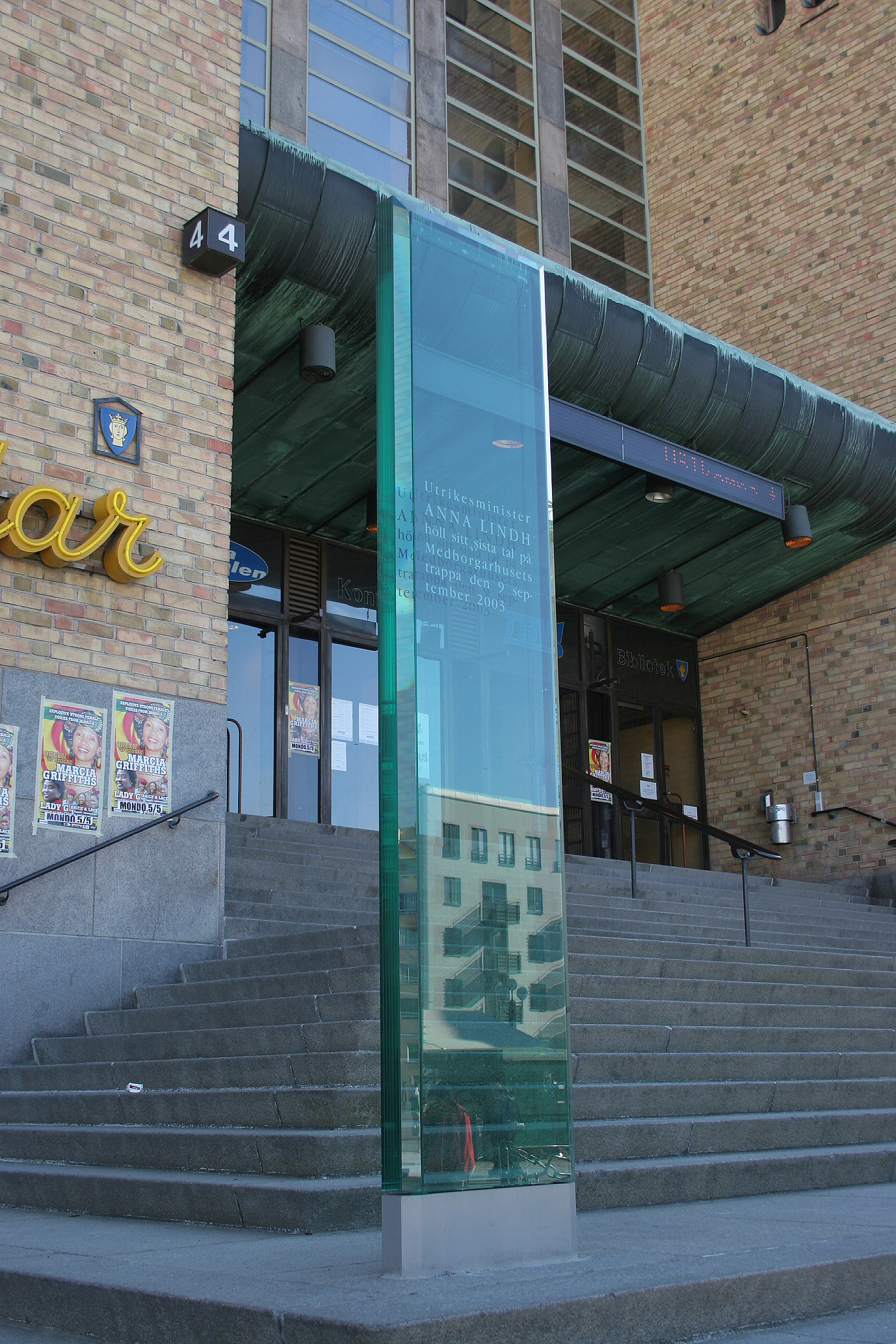
Placa dedicada a Anna Lindh en Medborgarplatsen, Estocolmo.

El 10 de septiembre de 2003, mientras compraba en unos grandes almacenes de Estocolmo sobre las 16:00 horas, Lindh fue apuñalada por un desconocido que portaba un cuchillo y huyó del lugar a los pocos segundos. En aquel momento la ministra no estaba acompañada por los guardaespaldas del Servicio de Seguridad. A pesar de que fue trasladada de inmediato al Hospital de Karolinska y estuvo en cuidados intensivos, los médicos no pudieron salvar su vida: la muerte se produjo el 11 de septiembre a las 5:29 de la madrugada.
La policía sueca facilitó la identidad del principal sospechoso tras comprobar las grabaciones de seguridad. En ellas se veía como una persona vestida con gorra y chándal huía de la escena del crimen. El 16 de septiembre se confirmó el arresto como presunto autor de Mijailo Mijailović, un ciudadano sueco de ascendencia serbia con antecedentes penales, y una semana más tarde se confirmó que había restos de su ADN en las pruebas cercanas. Después de confesar la autoría en enero de 2004, el caso pasó por varias instancias hasta que el Tribunal Supremo le condenó a cadena perpetua.
La policía descartó que el móvil estuviera ligado al referéndum de la eurozona, y apuntó siempre a un odio irracional del agresor por la clase política. El propio Mijailović concedió en 2011 una entrevista al tabloide Expressen en la que confirmaba haber cometido el crimen sin premeditación, y que no dudó en atacar a Lindh cuando se la encontró por casualidad en los grandes almacenes. De hecho, un día antes se había topado con el político liberal Lars Leijonborg, pero no pudo atacarle porque en aquel momento no tenía su cuchillo.

## Legado

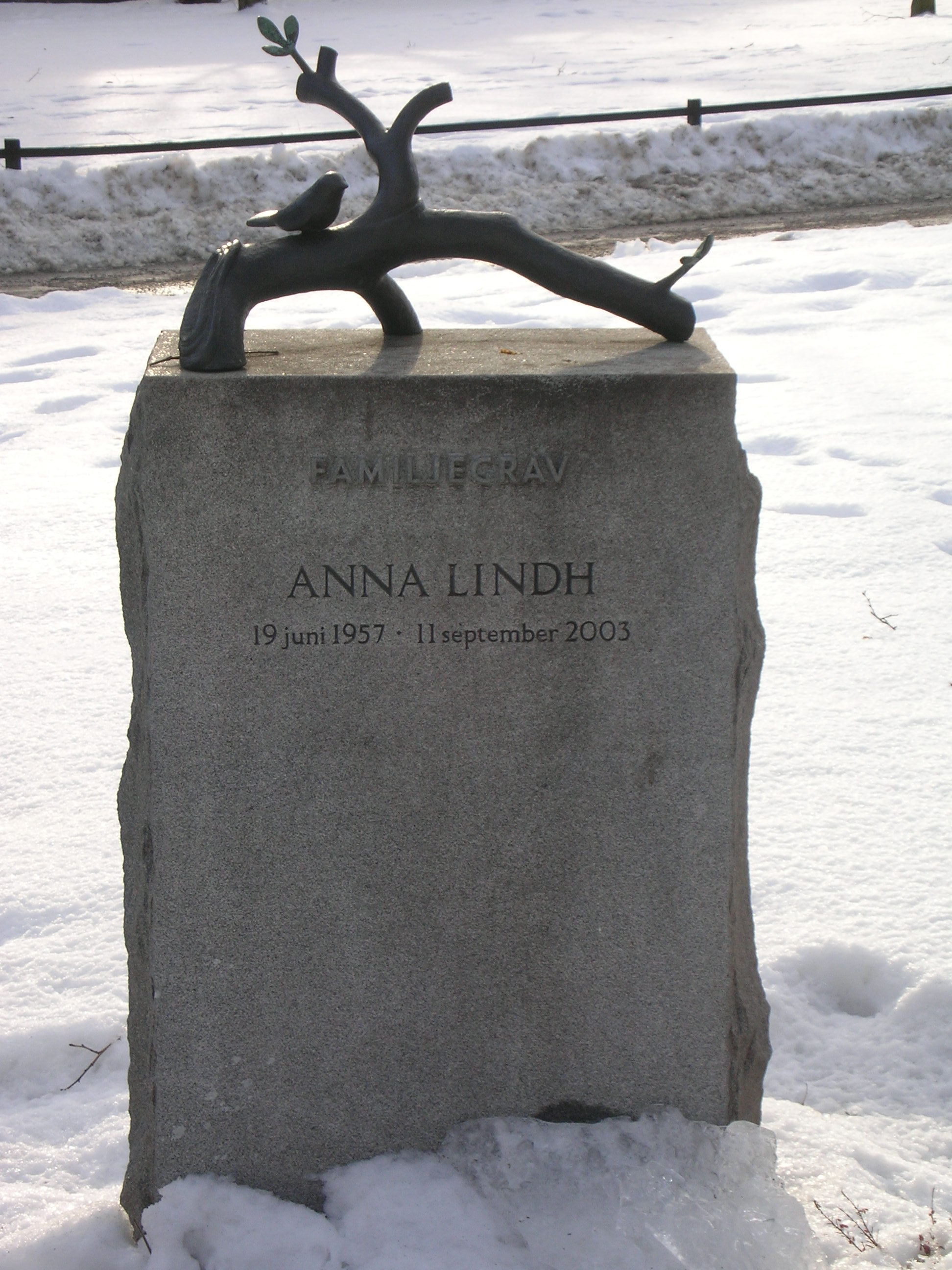
Lápida de Anna Lindh en el cementerio de la iglesia de Katarina.

Lindh era una de las figuras más populares del Partido Socialdemócrata, por lo que su muerte conmocionó a la población sueca. La campaña electoral del referéndum sobre la Eurozona fue cancelada, pero los partidos políticos acordaron mantener la votación en la fecha prevista, rogando además que la noticia no influyera en su voto. Tres días después del crimen, los suecos votaron mayoritariamente por mantener la Corona sueca, tal y como reflejaban los sondeos previos.
El 19 de septiembre se ofició un funeral de estado en el ayuntamiento de Estocolmo al que asistió el rey Carlos XVI Gustavo, todos los ministros del gobierno de Göran Persson, y numerosas personalidades de la política nacional e internacional. Sus restos mortales fueron enterrados en el cementerio de la iglesia de Katarina. De igual modo los ciudadanos expresaron sus condolencias dejando velas y rosas a las puertas del Rosenbad.
Dos años después de su muerte, la Unión por el Mediterráneo impulsó la creación de la Fundación Anna Lindh para el Diálogo entre las Culturas, dedicada a promover el diálogo intercultural en la región mediterránea.